# MBSサンデースペシャル
『MBSサンデースペシャル』（エムビーエスサンデースペシャル）は、毎日放送（MBSテレビ）で日曜日の12:54 - 17:00（JST）に編成される単発特別番組枠の冠タイトル。2017年3月26日までは、当時存在していたラジオ放送部門でも、ナイターオフ期間（10月 - 翌年3月）の日曜日夜間に編成される単発特別番組枠にこのタイトルを用いていたが、2017年度のナイターオフ編成（2017年10月8日放送分）以降から『MBSサンデー・カルチャーナイト』（エムビーエスサンデー・カルチャーナイト）に改題している。
この項目では、株式会社MBSラジオが毎日放送のラジオ放送部門時代から月曜日の夜間に通年で編成する1時間の単発特別番組枠『MBSマンデースペシャル』（エムビーエスマンデースペシャル）『マンデースペシャル2』（マンデースペシャルツー）や、ナイター期間中の土曜日の夜間の単発特別番組枠（正式名称なし）についても述べる。

## テレビ

### 主なコンテンツ
- スポーツ中継 - S☆1 BASEBALL（阪神タイガースなどのプロ野球中継）やJNN各局制作によるプロゴルフ中継（JNN全国ネット）など
- MBS制作番組の再放送（2022年4月以降は『プレバト!!』の再放送枠を13時台に編成）
- MBSが制作するレギュラー番組からの派生番組（『日曜日の初耳学』内で放送されている「インタビュアー林修」の傑作選など）
- 特選ミステリー劇場 - TBS制作『月曜ミステリー劇場』→『月曜ゴールデン』枠で放送された2時間ドラマの再放送
- TBS及びMBS制作によるスペシャルドラマ・期首特別番組の再放送
- TBSの制作によるバラエティ番組（『マツコの知らない世界』など）の再放送
- TBS制作『水トク!』の時差ネット及び再放送
- 吉本興業のタレントが主に出演するMBS制作の特別番組
- （MBSを含む）JNN加盟局の制作による全国ネット向けの特別番組

### 備考
- プロ野球シーズンで火曜日の19・20時台、金曜日の19 - 21時台、土曜日の19・20時台のいずれかにおいて、全国ネット番組（2023年度の上半期はTBSテレビ制作の『再現できたら100万円!THE神業チャレンジ』『バナナサンド』『オオカミ少年』『それSnow Manにやらせて下さい』『中居正広の金曜日のスマイルたちへ』『熱狂マニアさん』『ジョブチューン』などが該当）の差し替え扱いで阪神戦中継を関西ローカル向けに放送した週には、上記の番組から差し替えの対象になった番組のネットを返上せず、当該番組の遅れネットを「サンデースペシャル」内で実施する。
- 毎日放送グループの本社がある大阪市内で2010年から（2020年・2021年を除いて）毎年1回（10月下旬・11月下旬・12月上旬・2月下旬の日曜日から1日に）実施されている大阪マラソンでは、フルマラソン・一般の部を開催する年（2010年 - 2019年および2023年以降）に、毎日放送と読売テレビが関西ローカル向けの生中継（自局のアナウンサーや番組出演者を参加させている一般の部が主体の特別番組）の制作を分担している。実際には午前分（主に10・11時台）の番組と午後分（13:00以降）の番組を両局が（2017年を除いて）隔年交代で担当しているため、毎日放送が午後分の番組を制作する年（2012年・2014年・2016年・2017年・2019年・2023年）には、「サンデースペシャル」の枠内で中継を放送している。
- 2019年以降の年末年始やゴールデンウィーク中には、TBS制作連続ドラマの全話再放送（主に同局での関東ローカル向け再放送の遅れネット）や、MBS制作深夜ドラマの全話再放送に充てられることが多い。いずれの場合にも、本放送では1話を1時間（または30分）枠で編成していた作品から、1日につき2 - 4話分をまとめて放送している。
  - 日本国内で新型コロナウイルスへの感染が拡大している2020年4・5月には、「おうちにいようよ」（感染拡大の防止に向けて不要不急の外出を控えることが要請されていることを背景にMBSで展開しているキャンペーン）シリーズの一環で、『初めて恋をした日に読む話』（TBSの制作で2019年1 - 3月に「火曜ドラマ」枠で放送された作品）全10話の再放送や、『JIN-仁- レジェンド』（TBSの制作で2010年に本放送）の再放送を連日実施していた。同年6・7月にも、『愛していると言ってくれ』（TBSの制作で1995年7 - 9月に「金曜ドラマ」枠で放送された作品）を、「おうちにいようよ」シリーズとして1週につき2話（第11話・第12話＝最終話のみ1週）単位で再放送。
- 2002年3月までは長寿番組『素人名人会』を放送する関係で「サンデースペシャル」枠としては2000年3月までは16:30、同年4月から2002年3月までは16:00までの放送だった。その場合は、『じゃりン子チエ』の再放送を充てることが多かった。
- 2020年7月26日までは12:54 - 17:00の時間帯を「サンデースペシャル」枠に設定していたが、同年8月2日から10月4日までは、前半の1時間分（12:54 - 13:54）を『バナナサンド』の遅れネット枠に固定していた（同年10月7日から放送枠を毎週水曜日23:56 - 24:53へ移動→2021年4月6日から毎週火曜日の20:00 - 20:54に全国ネットで放送）。2021年4月25日からは、『バナナサンド』の遅れネットへ充てていた上記の1時間枠に、月1回のペースで『日曜!関西ジャニ博』（MBSの自社制作で当日の未明に放送している『関西ジャニ博』からのスピンオフ番組）を編成。『日曜!関西ジャニ博』を放送しない週には、『プレバト!!』の再放送に充てることが多い。
- 「MBSウイークエンドスペシャル」の放送枠に『土曜のよんチャンTV』（自社制作の生放送番組）が定期的に編成されていた2021年度からは、「MBSウイークエンドスペシャル」枠で時差ネットを実施していた番組の一部（TBSテレビ制作の『東大王』など）が「サンデースペシャル」へ移行している。
- 毎日放送では2022年の10月改編で、平日の深夜に長らく組まれていた『ごぶごぶ』『痛快!明石家電視台』の放送枠を土曜日の午後（「MBSウイークエンドスペシャル」の時間帯）へ移動。前月（9月）まで『ごぶごぶ』を放送していた火曜深夜（水曜未明）の放送枠で『東大王』の時差ネットを2023年3月まで定期的に実施したほか、「MBSウイークエンドスペシャル」を不定期での編成に戻した。このような事情から、改編前まで「MBSウイークエンドスペシャル」枠で時差ネットを実施していた番組の一部が、『東大王』に代わって「サンデースペシャル」へ移行。2022年4月から土曜日の16時台に放送されてきた『三度の飯よりアレが好き!』（アナウンスセンターが制作する1時間番組）についても、編成上の事情で放送枠を土曜日に確保できない週に「サンデースペシャル」の枠内で放送されるようになった。『三度の飯よりアレが好き!』自体は2023年3月26日（土曜日）で放送を終えているが、前述した2023年の大阪マラソン生中継は、『三度の飯より応援が好き!～みんなでかける虹。大阪マラソンスペシャル～』（『三度の飯よりアレが好き!』がベースの特別番組）として放送枠を13:00 - 14:00に設定。

## ラジオ

### 『MBSサンデースペシャル』 → 『MBSサンデー・カルチャーナイト』
原則として、ナイターオフ期間の毎週日曜日の20:00 - 21:00（JST）に編成。期間の序盤がNPBのレギュラーシーズン最終盤やポストシーズンと重なるため、阪神タイガースのレギュラーシーズン公式戦やポストシーズンのナイトゲーム（ポストシーズンはデーゲームも）を『MBSベースボールパーク』として中継する場合には、放送枠の完全スライド（中継終了後からの放送）か放送休止で対応する。
『サンデースペシャル』時代のレギュラー企画の一部は、2015年度放送の『福島のぶひろの、どうぞお構いなく。』など、後にレギュラー番組へ発展している。
2017年度のナイターオフ編成から『MBSサンデー・カルチャーナイト』に改題したが、『サンデースペシャル』時代と同じく、カルチャー（文化）以外のコンテンツ（年1回開催される「大阪の医療と福祉を考える討論会」のダイジェスト音源など）を放送することがある。2018年度のナイターオフ編成からはNPB日本選手権シリーズ終了後に開始する（2017年度までは19時台に文化放送制作の生放送NRNネット番組…『ラジオふるさと便』『キニナル』をネットしていたが、2018年度より自社制作スポーツ情報番組枠に充てるようになり、同枠を日本シリーズ開始までは20時台まで拡大することから。なお阪神が出場するポストシーズンのデーゲーム中継が延長した場合は、20時台の拡大分を2017年度までの19時台NRN番組と同じく休止する）。
2022年度以降のナイターイン編成では、NPBでナイトゲームを最初から一切組んでいない日曜日に、『サンデー・カルチャーナイト』枠内と同様の特別番組（制作営業番組）をナイトゲーム中継の基本放送枠（18:00 - 21:00）内で放送する週がある（当該項で詳述）。

### 『MBSマンデースペシャル』
原則として、毎週月曜日の19:00 - 20:00（JST）に編成。2016年3月までは20:00 - 21:00に放送されていた。
NPBがレギュラーシーズン中に月曜日を公式戦の予備日に設定する週が多いことから、通年で編成されている。阪神の公式戦を月曜日のナイトゲームとして開催する場合には、通常編成を優先する関係で当番組を定時で放送するパターンと、『MBSベースボールパーク』として当該試合を中継する関係で放送枠の完全スライドか放送休止で対応するパターンに分かれる。
現在（2023年10月改編以降）
- 桂文枝の茶屋町ホテル（月に1回のペースで生放送） - 2003年3月まで通年のレギュラー番組として毎週放送。2003年度から2006年度までは、ナイターオフ期間に単独番組として放送する一方で、ナイターイン期間（4月 - 9月）のみ『マンデースペシャル』へ組み込んでいた。2007年度以降は、ナイターイン期間も『マンデースペシャル』で放送。
- 大畑大介のひょうご五国へLET'S トライ! - MBSラジオで2019年4月から毎週日曜日の夜間（基本として21:00 - 21:30）に放送されていた大畑大介（神戸製鋼コベルコスティーラーズアンバサダー、元・ラグビー日本代表）の冠番組を、不定期での放送へ移行。「ひょうご五国」（摂津国・播磨国・但馬国・丹波国・淡路国）と称される兵庫県の魅力や紹介を、アスリートの視点で紹介する（枠移行後の初回放送は2021年5月24日）
- クリス松村のザ・ヒットスタジオ - 2021年9月27日まで毎週月曜日の24:00 - 25:30（火曜日の0:00 - 1:30）に毎日放送→MBSラジオ東京支社のスタジオから放送されていたクリス松村の冠番組を、同年10月から月に1回のペースで継続（枠移行後の初回放送は10月25日）。
- 小籔×笑い飯の「土020」 - 2018年4月から2021年9月まで土曜日の0時台（金曜日の25時台）で月に1回編成されていた2時間の生放送番組を、1時間番組に改めたうえで2021年11月1日放送分から『マンデースペシャル』枠に編入。小籔千豊と笑い飯の冠番組で、『土020』という番組タイトルは開始当初の放送開始時間（土曜日の0:20）に由来しているが、月曜日の19時枠である『マンデースペシャル』への編入後もこのタイトルの使用を続けている。

上記のレギュラー企画以外には、MBSラジオのレギュラー番組（『押尾コータローの押しても弾いても』など）や特別番組・イベント（ラジオウォークなど）で実施した公開収録の模様や、生放送による『MBSベースボールパーク』関連の特別番組などを編成する。毎日放送（2021年4月1日以降は「株式会社MBSラジオ」）はJRNとNRNのクロスネット局であるため、他の系列局（日本放送文化大賞受賞作以外は基本としてJRN加盟局）が制作した特別番組やドキュメンタリーの時差ネットに充てることもある。
過去の主なレギュラー企画
- 福本晋悟の京都ビビビッ!（2ヶ月に1回のペースで生放送） - MBSラジオで2015年3月29日まで毎週放送していた『日曜出勤生ラジオ』からの派生企画で、番組最後期のパーソナリティであった福本晋悟（当時は毎日放送アナウンサー）・鳥居睦子が出演。『日曜出勤生ラジオ』内のコーナーから15分間の独立番組に発展していた「福本晋悟の1人でも京都!」を、内包コーナーとして継続している。ナイターオフ期間は『サンデースペシャル』→『サンデー・カルチャーナイト』で放送していたが、福本が2022年7月の人事異動でアナウンス職を離れたことから、同年8月（8日）の『マンデースペシャル』放送分で終了。
- こちら茶屋町お天気部! - 毎日放送報道局気象情報部（放送上の通称は「MBSお天気部」）の制作で、2017・2018年度のナイターオフ期間に毎週金曜日の20時台で放送した番組を、2019年度のみ通年で『マンデースペシャル』に編成（2ヶ月に1回のペースで生放送）。2020年度には『マンデースペシャル』や『サンデー・カルチャーナイト』内での不定期放送へ移行していたが、2021年度以降は放送されていない。
- ネルちゃん!やまちゃん!すみちゃん!のHungry&Love（2019年10月から月1回のペースで放送） - 「ネルちゃん」（ミャンマー出身の産婦人科医・山分ネルソン祥興）「やまちゃん」（山本精工株式会社の山本正人社長）「すみちゃん」（ファッションモデル・モデル講師の清家すみれ）がパーソナリティを務める番組で、2020年2月までは『MBSサンデー・カルチャーナイト』などで放送されていたが、同年3月から『MBSマンデースペシャル』に編入。

### 『マンデースペシャル2』
2020年の4月改編（3月30日）から、『MBSマンデースペシャル』の後枠（20:00 - 20:55）に編成。2018年4月から毎週月曜日の基本として20:00 - 21:00に放送されてきた『ニュースなラヂオ』（毎日放送ラジオ報道部が制作する報道番組）を月1回の放送へ移行したことを機に、以下の番組や特別番組を週替わりで放送している。放送週によっては、『マンデースペシャル』の放送枠と統合したうえで、19:00 - 20:55の2時間枠として編成することがある。

#### 現在（2021年4月改編以降）
- 月刊 ニュースなラヂオ（2020年4月6日から2022年3月7日まで）→  厳選!月イチジャーナル（2022年4月4日から）- 原則として第1週に生放送。本来は20:55 - 21:00に単独番組として編成されている『MBSニュース』については、放送週に限って1コーナー扱いで内包している。「月刊　ニュースなラヂオ」時代には、『お天気のお知らせ』も内包。放送週がNPBにおける予備日で、雨天中止などによって予備日に組み込まれたナイトゲーム（主に阪神戦）を『MBSベースボールパーク』として中継する場合には、単独番組時代と同じく中継の終了後から30分間の短縮版を放送していた。「月イチジャーナル」への移行後は、第1月曜日が予備日と重なる月のみ、第2週以降で予備日と重ならない月曜日に本来の60分枠で生放送。
- 石井亮次と福島暢啓のフダンギダンギ。 - 『次は〜新福島!』（毎日放送アナウンサーの福島暢啓がメインパーソナリティを務める2017年度以降のナイターオフ番組）からのスピンオフ企画で、2021年3月29日から月に1回のペースで放送。『次は〜新福島!』や関連番組に年1回のペースで出演してきた石井亮次（大阪府東大阪市出身のフリーアナウンサーで元・中部日本放送→CBCテレビアナウンサー）と福島によるクロストークを中心に構成されている。
- MBSベースボールパーク番外編 - 月曜日に『MBSベースボールパーク』のナイトゲーム中継枠が設定されながら中継カードが中止になった場合や、阪神戦の予備日に設定されながら試合が発生しなかった場合に放送される雨傘番組として、『マンデースペシャル』と合わせた2時間枠で編成。

#### 過去のレギュラー企画
- 野村啓司の懐メロ♪ジュークボックス - 2016年4月1日から2020年3月20日まで金曜日の深夜（『福島のぶひろの、どうぞお構いなく。』レギュラー版の前枠）にレギュラーで放送されてきた野村啓司（毎日放送出身のフリーアナウンサー）の冠番組を、月に1回のペースで継続（枠移行後の初回放送は2020年4月20日）。放送月によっては、『MBSマンデースペシャル』枠、『MBSサンデー・カルチャーナイト』枠、土曜日の夕方に編成されることがあった。『マンデースペシャル』枠に組み込まれていた2024年2月（26日）放送分をもって終了。野村は、終了の翌月（2024年3月12日）に75歳で逝去した。
- 桜井一枝のそれそれ!?リクエスト - 1987年10月から2020年3月まで32年半にわたって土曜日の午後に放送されていた『土曜リクエスト』シリーズ（最終番組は『桜井一枝&井上雅雄のるんるん土曜リクエスト』）の後継番組で、シリーズを通じてパーソナリティを務めてきた桜井一枝が出演。毎日放送のアナウンサーが、月替わりでパートナーを務めた（赤木誠とのコンビで2020年4月13日に2時間枠で初回を放送）。「+music」レーベルの番組でもあったが、2021年3月（15日）放送分で終了。最終回では、『西靖&桜井一枝のわくわく土曜リクエスト』でもコンビを組んでいた西靖がパートナーに起用された。

### ナイターインの土曜単発枠（正式名称なし）
2019年から、『MBSベースボールパーク』として阪神のデーゲームを中継する土曜日のうち、『ナジャ・グランディーバのレツゴーサタデー』を放送しない週の19:00 - 21:00（または20:00 - 21:00、いずれもJST）に編成。
2018年までは、土曜日に阪神のデーゲームと他球団同士のナイトゲームが開催される場合に、自社制作による阪神戦デーゲーム中継と他球団同士のナイトゲーム中継（基本的にニッポン放送制作分の同時ネット）の2本立てで放送していた。2019年からは、土曜日に阪神以外の球団が対戦するナイトゲームの予定が組まれていても中継を放送しないため、『サンデー・カルチャーナイト』のナイターイン編成版として当枠を設定している。実際には、特別番組を単発で編成するとは限らず、『土曜リクエスト』シリーズ（2020年度以降は『豊永真琴のMBSミュージックパーク』）の「延長スペシャル」に充てることも多い。
2020年からは、阪神戦がデーゲームで予定されている日や、阪神戦が最初から組まれていない日の対応を若干変更。プロ野球の予備日として設定されている月曜日に阪神のナイトゲームを中継した週には、阪神のデーゲーム中継（または『MBSミュージックパーク』の本編）終了後（基本として18:00以降）に2時間（または3時間）分確保している「 - ミュージックパーク　延長スペシャル」の放送枠を1時間に短縮する。2020年には、月曜日の通常編成で予定していた『MBSマンデースペシャル』『マンデースペシャル2』枠の事前収録企画と、通常は土曜日の夜間に単独番組として放送しない『MBSニュース』『お天気のお知らせ』を「 - 延長スペシャル」の後で順次放送していた。2021年からは、前年度ナイターオフ期間の平日夜間にレギュラーで放送されていた番組の一部を、月に1回のペースで20:00 - 21:00に編成。同年には『コウテイの銀蛾・流電音（ギガ・ルテオ）』（2020年度の上記期間に毎週金曜日の20時枠で放送）、2022年には『カベポスターのMBSヤングタウンNEXT』（2021年度上記期間の毎週火 - 木曜日21時枠で放送→カベポスターが担当していた火曜分を継承）を充てているため、放送週には「 - ミュージックパーク　延長スペシャル」の2時間版を前枠に組み込んでいる。